# 塙泉嶺
塙 泉嶺（はなわ せんれい、1876年（明治9年） - 没年不詳）は、茨城県の民間出身の郷土史編纂主任、新聞社（宗教新聞社・政教新聞社）の主幹・社長。1922年（大正11年）から1928年（昭和3年）にかけて、宗教新聞社・政教新聞社発行による塙 泉嶺の郷土史は、東茨城郡・西茨城郡・那珂郡・久慈郡・多賀郡・真壁郡・新治郡・稲敷郡・筑波郡・行方郡・鹿島郡の11郡に及んでいる。

## 来歴・人物
塙 泉嶺は、茨城県東茨城郡渡里村（現在の水戸市渡里町）の旧跡、一盛長者（一守長者）の里に住んでいた。塙氏は地方の名族であった。宗教学を志し、東京に苦学すること数年、神田三崎町の大成中学校、早稲田大学文学科を卒業後、転向し仏大学に入学し、真俗二諦の教理を修め海外に雄飛すること数年を経て帰国した。帰国後の思想界の紊乱を憂い、1916年（大正5年）6月宗教新聞を起し、十数年間苦節を守り継続した。東茨城郡渡里村議員に就任し、地方自治の開発と精神作興の方面に活躍した。彼は現今思想に鑑み、常陸の郷土史を世に紹介しようとその編纂に従事し尽力した。1926年（大正15年）1月1日帝国在郷軍人会長、川村景明閣下より謝状を授与され、また同年8月20日総裁宮殿下より在郷軍人分会顧問に嘱託された。

## 編著・著書
- 東茨城郡郷土史(附・名誉鑑), 宗教新聞社, 1922(大正11).7, 茨城県立図書館
- 那珂郡郷土史, 宗教新聞社, 1923(大正12).9, 茨城県立図書館, (国立国会図書館デジタルコレクションにてWeb閲覧可能, ただし、梅園三 編となっている。)
- 久慈郡郷土史(附・名誉鑑), 宗教新聞社, 1924(大正13).5, 茨城県立図書館
- 真壁郡郷土史(附・名誉鑑), 宗教新聞社, 1924(大正13).12, 茨城県立図書館
- 多賀郡郷土史(附・名誉鑑), 宗教新聞社, 1925(大正14).7, 茨城県立図書館
- 新治郡郷土史(附・名誉鑑), 宗教新聞社, 1925(大正14).11, 茨城県立図書館, (国立国会図書館デジタルコレクションにてWeb閲覧可能)
- 筑波郡郷土史(附・名誉鑑), 宗教新聞社, 1926(大正15).7, 茨城県立図書館
- 稲敷郡郷土史(附・名誉鑑), 宗教新聞社, 1926(大正15).11, 茨城県立図書館, (国立国会図書館デジタルコレクションにてWeb閲覧可能)
- 行方郡郷土史(附・名誉鑑), 政教新聞社, 1927(昭和2).6, 茨城県立図書館
- 鹿島郡郷土史(附・名誉鑑), 政教新聞社, 1927(昭和2).9, 茨城県立図書館
- 西茨城郡郷土史(附・名誉鑑), 政教新聞社, 1928(昭和3).6, 茨城県立図書館
- 御門蹟歴代御肖像大谷派, 1917(大正6), (国立国会図書館デジタルコレクションにてWeb閲覧可能)
- 見真大師関東御旧跡明覧, 仲村安造・塙泉嶺, 1911(明治44).9, (国立国会図書館デジタルコレクションにてWeb閲覧可能)

## 復刊
- 武術名家伝, 茨城県立図書館(製作), 1978(昭和53)
- 鹿島郡郷土史, 賢美閣, 1979(昭和54).8, 茨城県立図書館
- 筑波郡郷土史, 賢美閣, 1979(昭和54).12, 茨城県立図書館
- 西茨城郡郷土史, 賢美閣, 1979(昭和54).11, 茨城県立図書館
- 真壁郡郷土史, 賢美閣, 1979(昭和54).12, 茨城県立図書館
- 稲敷郡郷土史, 賢美閣, 1980(昭和55).2, 茨城県立図書館
- 那珂郡郷土史, 賢美閣, 1980(昭和55).2, 茨城県立図書館
- 多賀郡郷土史, 賢美閣, 1980(昭和55).12, 茨城県立図書館
- 東茨城郡郷土史, 賢美閣, 1981(昭和56).2, 茨城県立図書館